# Ampelisca anomala
Ampelisca anomala is een vlokreeftensoort uit de familie van de Ampeliscidae. De wetenschappelijke naam van de soort werd in 1883 voor het eerst geldig gepubliceerd door Georg Ossian Sars.